# Drenovac, Kragujevac
Drenovac (izvirno srbsko Дреновац) je naselje v Srbiji, ki upravno spada pod mesto Kragujevac; slednje pa je del Šumadijskega upravnega okraja.

## Demografija
V naselju živi 295 polnoletnih prebivalcev, pri čemer je njihova povprečna starost 42,8 let (43,0 pri moških in 42,6 pri ženskah). Naselje ima 103 gospodinjstev, pri čemer je povprečno število članov na gospodinjstvo 3,46.
To naselje je, glede na rezultate popisa iz leta 2002, večinoma srbsko.
|  |

| Demografija | Demografija     | Demografija     |
| Leto        | Št. prebivalcev | Št. prebivalcev |
| ----------- | --------------- | --------------- |
|             |                 |                 |
|             |                 |                 |
|             |                 |                 |
|             |                 |                 |
| 1948        | 412             |                 |
| 1953        | 419             |                 |
| 1961        | 404             |                 |
| 1971        | 379             |                 |
| 1981        | 357             |                 |
| 1991        | 366             | 366             |
| 2002        | 357             | 356             |
|             |                 |                 |

| Etnična sestava po popisu iz leta 2002 | Etnična sestava po popisu iz leta 2002 | Etnična sestava po popisu iz leta 2002 | Etnična sestava po popisu iz leta 2002 | Etnična sestava po popisu iz leta 2002 |
| -------------------------------------- | -------------------------------------- | -------------------------------------- | -------------------------------------- | -------------------------------------- |
| Srbi                                   | Srbi                                   |                                        | 352                                    | 98,87%                                 |
| Hrvati                                 | Hrvati                                 |                                        | 2                                      | 0,56%                                  |
| Neznano                                | Neznano                                |                                        | 2                                      | 0,56%                                  |